# Bojarszczina (wieś w pobliżu Połujanowa)
Bojarszczina (ros. Боярщина) – wieś (ros. деревня, trb. dieriewnia) w zachodniej Rosji, w osiedlu wiejskim Titowszczinskoje rejonu diemidowskiego w obwodzie smoleńskim.

## Geografia
Miejscowość położona jest w sąsiedztwie wsi Połujanowo w dorzeczu Kaspli, 0,5 km od drogi regionalnej 66K-30 (Diemidow / 66K-11 – Ponizowje – Zaozierje / 66K-28), 10 km od drogi regionalnej 66K-11 (R120 / Olsza – Diemidow – Wieliż – granica z obwodem pskowskim), 13,5 km od centrum administracyjnego osiedla wiejskiego (Titowszczina), 14 km od centrum administracyjnego rejonu (Diemidow), 74,5 km od stolicy obwodu (Smoleńsk), 24,5 km od granicy z Białorusią.
W granicach miejscowości znajdują się ulice: Centralnaja, pierieułok Centralnyj, Mołodiożnaja, Nowaja, Porieczenskaja.

## Demografia
W 2010 r. miejscowość zamieszkiwało 87 osób.

## Historia
W czasie II wojny światowej od lipca 1941 roku wieś była okupowana przez hitlerowców. Wyzwolenie nastąpiło we wrześniu 1943 roku.
Na mocy uchwały z dnia 28 maja 2015 roku wszystkie miejscowości (w tym Bojarszczina) zlikwidowanej jednostki administracyjnej Połujanowskoje weszły w skład osiedla wiejskiego Titowszczinskoje.